# Термія (одиниця вимірювання)
Термія (англ. thermie) — застаріла метрична одиниця вимірювання кількості теплоти системи МТС. Для позначення одиниці використовується символ «th». Назва одиниці походить від грецького «therme» — тепло.
1 термія — кількість теплоти, необхідна для нагрівання 1 т води від 14,5 до 15,5 °C за нормального атмосферного тиску. Зв'язок з одиницею системи SI: 1 th = 4,1868 × 106 Дж.
Як одиниця системи МТС використовувалася в першій половині XX століття в СРСР та деяких країнах Європи, зокрема: у Радянському Союзі — з 1933 по 1955 рік, у Франції — з 1919 по 1961 рік.
Як одиниця вимірювання термія в економіці України наразі не використовується.